# Centre animation ressources d'information sur la formation/Observatoire régional emploi formation
Les Carif-Oref (Centre animation ressources d'information sur la formation / Observatoire régional emploi formation) sont des structures partenariales portées par l'État français ou les régions dans le domaine de la formation professionnelle.

## Présentation
Les missions des Carif-Oref s’articulent autour de 3 grands axes :
- Observation.
- Information et Animation.
- Professionnalisation.

Structures partenariales portées par l’État et la région, les Carif-Oref ont un positionnement privilégié à l’échelle d’une région, à la croisée des politiques État, région et partenaires sociaux et au service des professionnels de l’accueil, l’information, l’orientation, de l’emploi, de la formation et des publics sur les territoires. Le 15 décembre 2011 a été créé le réseau des Carif-Oref (RCO). Il propose une parole collective, cohérente mais aussi et surtout des expertises, des productions et des outils mutualisés.
Il gère notamment les référentiels nationaux Offre Info et Certif Info, au cœur du Compte personnel de formation (CPF).